# エレバン
エレバン（アルメニア語: Երևան、Yerevan  [jɛɾɛˈvɑn] ( 音声ファイル)）は、アルメニア共和国の首都。イェレヴァン、エリバン（Erivan）、エレブニ（Erebuni）、エレウン（Ereun）と呼ばれていたこともある。「Erewan」、「Ayrivan」、「Erevan」などの表記も見られる。ロシア語ではかつて"Эривань"（エリヴァニ）と表記されていたが、1930年代頃から原音に近い"Ереван"（イェレヴァン）と綴られるようになった。
人口は約110万人（2007年）。機械製造や金属業、ワイン、ブランデー製造、たばこ製造業が盛ん。フラズダン川が市内を流れる。南にアララト山を臨む。現存する世界最古の都市の一つとされており、また創世記に語られている「エデンの園」が存在していたという伝承のある地でもある。

## 歴史
紀元前8世紀ごろにはすでに、ウラルトゥのエレブニ要塞がアルギシュティ1世によって、北カフカースからの攻撃に備え、この地に築かれていた。紀元前4世紀までにはアケメネス朝のアルメニア・サトラップの主要な町になっていた。ヨーロッパと中央アジア、インドを結ぶ交易路の中継地であったため、658年、アラブによって征服される。その後、アルメニア人のバグラト朝の中枢として栄える。1387年、ティムールによる包囲、略奪に遭う。イルハン朝の中心都市の一つともなる。

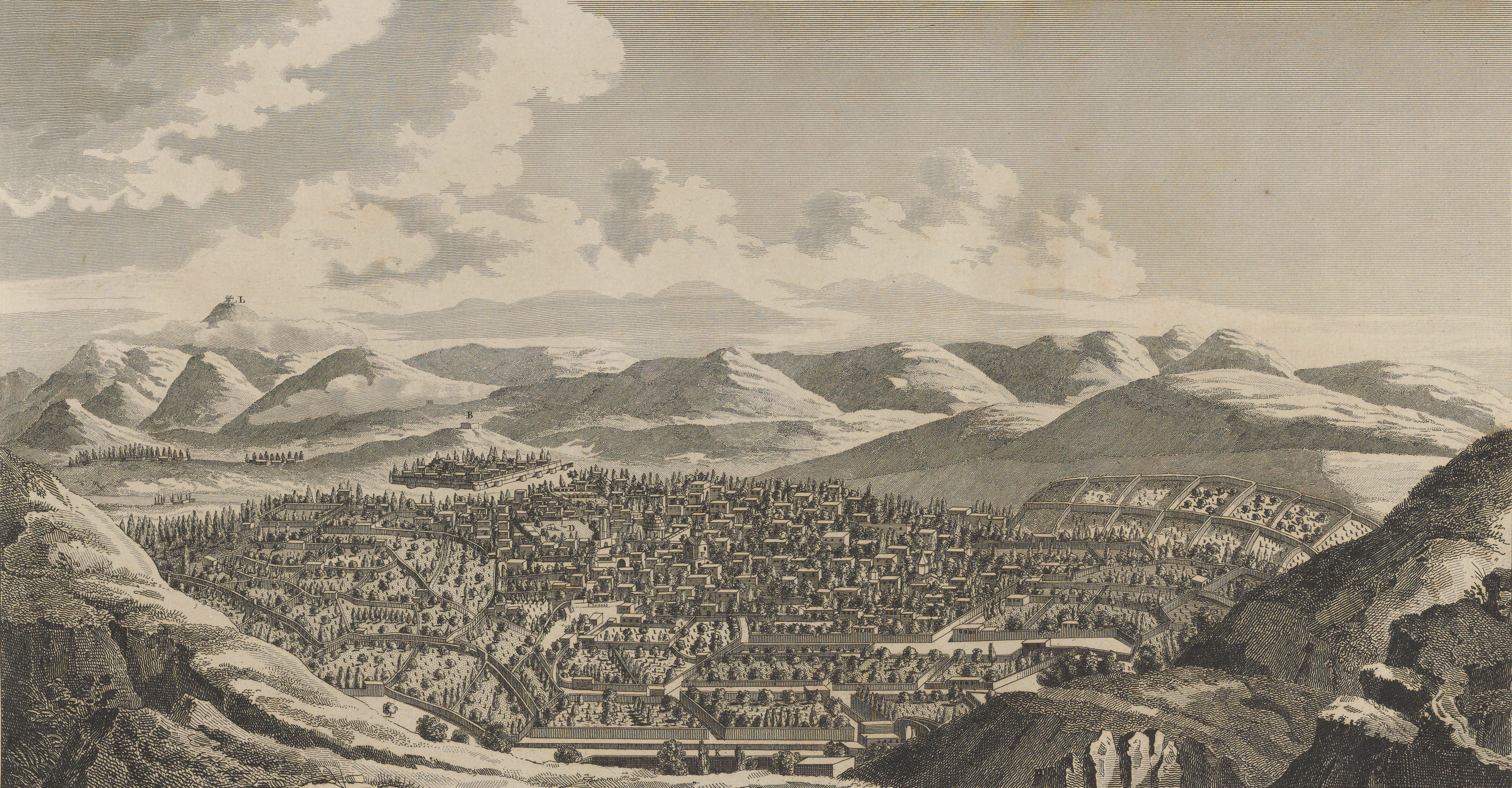
1672年のエレバン

以後、オスマン帝国とサファヴィー朝の角逐の場となっていく。1604年にはアッバース1世の命により、多くの市民がペルシアに連れ去られた。1679年には大地震に見舞われた。サファヴィー朝では、エレバン・ハン国に編入される。1827年、第二次ロシア・ペルシア戦争においてロシア帝国がガージャール朝を撃破し、1828年のトルコマンチャーイ条約でロシア領となった。その後、エレバンには多くのアルメニア人がペルシアから帰還してくる。1854年以降、都市計画がなされ、多くの大学が設立され、ギュムリやトビリシ、アゼルバイジャン方面への鉄道建設がなされた。
ロシア帝国が崩壊すると、1918年、中世以来の独立国家となったアルメニア共和国において、エレバンは首都となった。1920年にアルメニアが共産化し、1922年にソビエト連邦構成共和国を構成する共和国の一つとしてアルメニア・ソビエト社会主義共和国が誕生した際にも、エレバンはその首都となり続けていた。エレバンはアルメニア人建築家アレクサンドル・タマニアンの都市計画に基づき、近代都市へと作り変えられていった。1965年、アルメニア人虐殺50周年を巡るエレバンでの抗議運動は、ソ連における最初の大規模な反ソ運動へと発展した。1966年に、市内のツィツェルナカベルトに虐殺の追悼碑が建立された。
1991年9月21日、ソビエト連邦の崩壊に伴ってアルメニア共和国が独立を宣言した後も、エレバンは首都であり続けている。

## 地勢
標高1,000m程で、アララト平野の南東に位置する。三方を山に囲まれ、南はフラズダン川に向かって下降している。フラズダン川が市を2つに分けている。

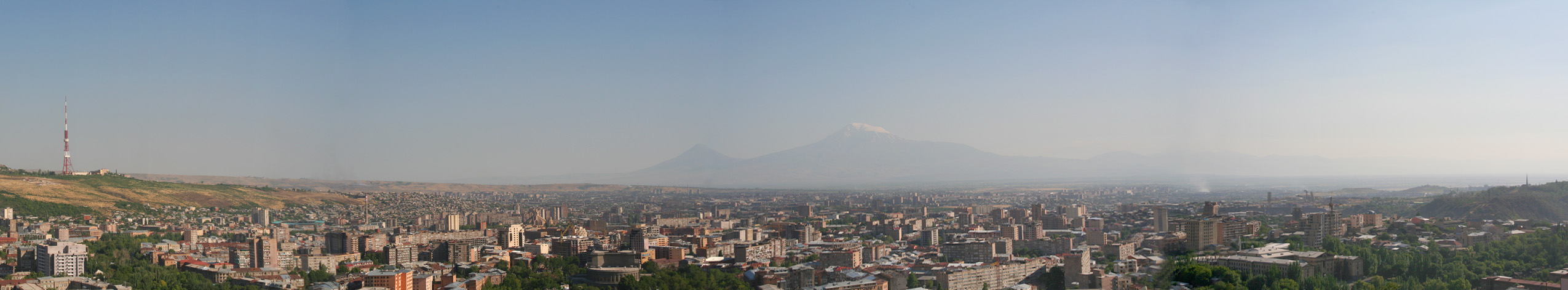
エレバン市街とアララト山

## 気候
ケッペンの気候区分では湿潤大陸性気候に属する。内陸で盆地的な地形から夏は極めて暑く、40°C近くまで上がることもある。一方、冬季は寒さが厳しく、-15 °C以下になることも多い。積雪も多く、近郊の山々はスキー場となる。
| エレバンの気候                                | エレバンの気候 | エレバンの気候 | エレバンの気候 | エレバンの気候 | エレバンの気候 | エレバンの気候 | エレバンの気候 | エレバンの気候 | エレバンの気候 | エレバンの気候 | エレバンの気候 | エレバンの気候 | エレバンの気候 |
| 月                                            | 1月            | 2月            | 3月            | 4月            | 5月            | 6月            | 7月            | 8月            | 9月            | 10月           | 11月           | 12月           | 年             |
| --------------------------------------------- | -------------- | -------------- | -------------- | -------------- | -------------- | -------------- | -------------- | -------------- | -------------- | -------------- | -------------- | -------------- | -------------- |
| 最高気温記録 °C （°F）                        | 19.5 (67.1)    | 19.6 (67.3)    | 26.0 (78.8)    | 35.0 (95)      | 34.2 (93.6)    | 38.6 (101.5)   | 41.6 (106.9)   | 41.8 (107.2)   | 40.0 (104)     | 34.1 (93.4)    | 28.5 (83.3)    | 18.1 (64.6)    | 41.8 (107.2)   |
| 平均最高気温 °C （°F）                        | 0.6 (33.1)     | 3.7 (38.7)     | 11.7 (53.1)    | 19.5 (67.1)    | 24.3 (75.7)    | 29.6 (85.3)    | 34.0 (93.2)    | 33.0 (91.4)    | 29.0 (84.2)    | 20.7 (69.3)    | 12.1 (53.8)    | 4.5 (40.1)     | 18.5 (65.3)    |
| 日平均気温 °C （°F）                          | −4.1 (24.6)    | −1.3 (29.7)    | 5.6 (42.1)     | 12.9 (55.2)    | 17.2 (63)      | 22.0 (71.6)    | 26.2 (79.2)    | 25.3 (77.5)    | 21.1 (70)      | 13.2 (55.8)    | 6.0 (42.8)     | −0.2 (31.6)    | 12.0 (53.6)    |
| 平均最低気温 °C （°F）                        | −7.8 (18)      | −5.3 (22.5)    | 0.3 (32.5)     | 6.9 (44.4)     | 10.8 (51.4)    | 14.7 (58.5)    | 18.8 (65.8)    | 17.8 (64)      | 13.3 (55.9)    | 7.0 (44.6)     | 1.4 (34.5)     | −3.6 (25.5)    | 6.2 (43.2)     |
| 最低気温記録 °C （°F）                        | −27.6 (−17.7)  | −26 (−15)      | −19.1 (−2.4)   | −6.8 (19.8)    | −0.6 (30.9)    | 3.7 (38.7)     | 7.5 (45.5)     | 7.9 (46.2)     | 0.1 (32.2)     | −6.5 (20.3)    | −14.4 (6.1)    | −27.1 (−16.8)  | −27.6 (−17.7)  |
| 降水量 mm （inch）                            | 22 (0.87)      | 25 (0.98)      | 30 (1.18)      | 37 (1.46)      | 44 (1.73)      | 21 (0.83)      | 9 (0.35)       | 8 (0.31)       | 8 (0.31)       | 27 (1.06)      | 23 (0.91)      | 23 (0.91)      | 277 (10.91)    |
| 平均降水日数 （≥92）                          | 9              | 9              | 8              | 11             | 13             | 8              | 5              | 3              | 4              | 7              | 7              | 8              | 92             |
| 平均月間日照時間                              | 93.0           | 113.1          | 161.2          | 177.0          | 241.8          | 297.0          | 344.1          | 331.7          | 279.0          | 210.8          | 138.0          | 93.0           | 2,479.7        |
| 出典：World Meteorological Organisation (UN), |                |                |                |                |                |                |                |                |                |                |                |                |                |

## 下位行政区分
12の区がある。
- アジャプニャク区（Աջափնյակ）
- アヴァン区（Ավան）
- アラブキル区（Արաբկիր）
- ダヴタシェン区（Դավթաշեն）
- エレブニ区（Էրեբունի）
- 中央区（Կենտրոն）
- マラティア＝セバスティア区（Մալաթիա-Սեբաստիա）
- ノル・ノルク区（Նոր Նորք）
- ヌバラシェン区（Նուբարաշեն）
- ノルク＝マラシュ区（Նորք-Մարաշ）
- シェンガヴィト区（Շենգավիթ）
- カナケル＝ゼイトゥン区（Քանաքեռ-Զեյթուն）

## 民族構成
ソ連時代は、ロシア人、クルド人、アゼリー人、イラン人も多く居住していたが、1988年のナゴルノ・カラバフ戦争でアゼリー人の人口は消滅し、アルメニア人と入れ替わった。ロシア人の多くも1990年代の経済不況でエレバンを離れた。従って、住民の多くはアルメニア人となったが、ヨーロッパや北米への移民流出が続き、人口は減り続けた。人口が増加に転じたのは、2007年以降である。

## 経済
アルメニアのGDPの過半はエレバンが生み出す。1990年以降、深刻な経済不況が続いているが、石油化学産業、アルミニウム産業等が盛んである。水力発電も盛んである。ワインやブランデー（アルメニアン・コニャック）の生産でも名高い。

## 文化
- マテナダラン - 古文書館
- エチミアジンの大聖堂と教会群ならびにズヴァルトノツの考古遺跡 - 市内から西に20kmにエチミアジンに世界遺産のエチミアジン大聖堂がある。

## 教育

### 高等教育機関
- エレバン国立大学 (Yerevan State University)
- エレバン国立薬科大学 (Yerevan State Medical University)
- エレバン国立工学大学 (Yerevan State Engineering University)
- エレバン音楽院 (Yerevan Komitas State Conservatory)

## 交通

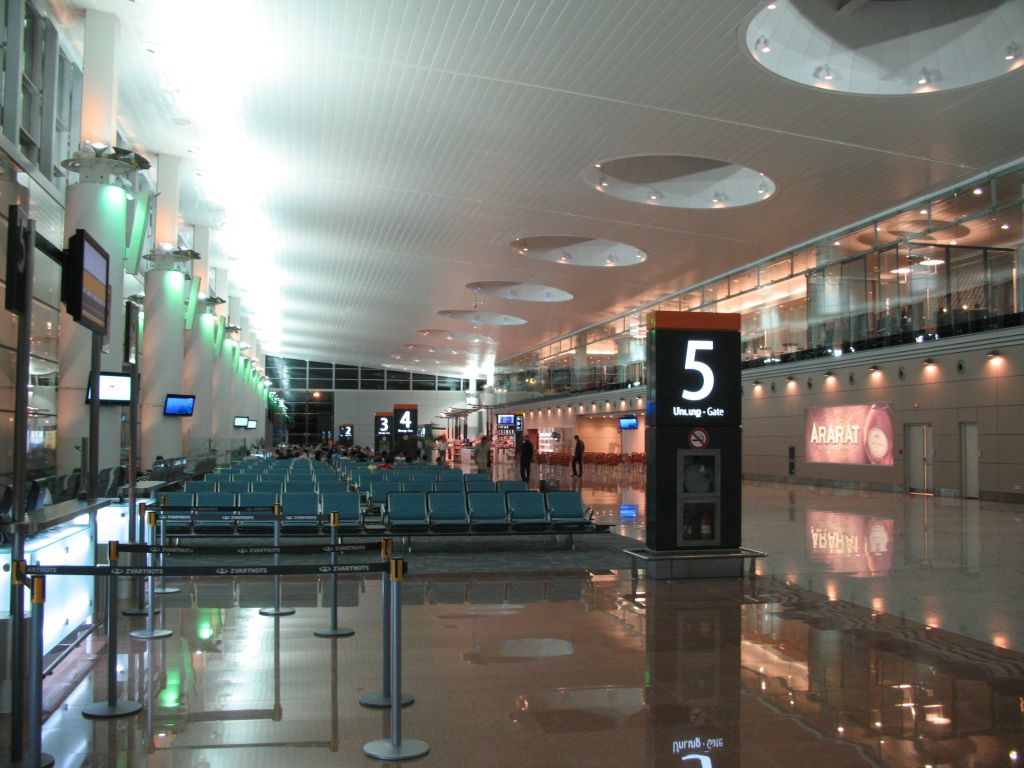
ズヴァルトノッツ国際空港
エレバンの西10kmのズヴァルトノッツに位置する国際空港。アルマヴィアの本拠地である。2004年から拡張工事が開始され、新国際線ターミナルは2007年に完成した。もう一つの新ターミナルは2011年に完成。
エレバン駅（サスンティダヴィト駅）
南カフカース鉄道（旧アルメニア国鉄）の鉄道駅である。国際列車は現在、政治的理由からトルコやアゼルバイジャンへは運行されていない。唯一の国際列車はグルジアのトビリシ行きである。イラン方面もエレバンからの路線はない。
バス
市の中心部の広場から、トビリシやイランのタブリーズやテヘラン行きの長距離バスも出ている。
市内交通
エレバン地下鉄が1路線（13.4 km。10駅）ある。旧ソ連式の豪華な駅舎である。トロリーバスの路線が市内に24路線張り巡らされている。20世紀初頭から運行されてきたエレバン市電は2004年に廃止された。

## エレバン出身の人物
- シャヴォ・オダジアン - システム・オブ・ア・ダウンのベーシスト。
- レヴォン・テル＝ペトロシャン - 政治家。
- ジョルジオ・ペトロシアン - キックボクサー。
- カロ・パリジャン - 格闘家。
- エドガル・マヌチャリアン - サッカー選手。ロシアのFCウラル・スヴェルドロフスク・オブラスト所属。
- サーギス・ハイラペティアン、スラビク・ハイラペティアン - フィギュアスケート選手（男子シングル）。兄弟の関係である。
- アルツール・アブラハム - プロボクサー
- ヘンリク・ムヒタリアン - サッカー選手。イタリアのインテル所属。

## 姉妹都市
現在、エレバンは25の姉妹都市を有している：
- アンタナナリボ（マダガスカル共和国）
- アテネ（ギリシャ共和国）
- ベイルート（レバノン共和国）
- ブラチスラヴァ（スロバキア共和国）
- ケンブリッジ（アメリカ合衆国）
- カッラーラ（イタリア共和国）
- キシナウ（モルドバ共和国）
- ダマスカス（シリア・アラブ共和国）
- フィレンツェ（イタリア共和国）
- エスファハーン（イラン・イスラム共和国）
- キエフ（ウクライナ）
- ロサンゼルス（アメリカ合衆国）
- リヨン（フランス共和国）
- マルセイユ（フランス共和国）
- ミンスク（ベラルーシ共和国）
- モントリオール（カナダ ケベック州）
- モスクワ（ロシア連邦）
- オデッサ（ウクライナ）
- ポドゴリツァ（モンテネグロ共和国）
- ロストフ・ナ・ドヌ（ロシア連邦）
- サンクトペテルブルク（ロシア連邦）
- サンパウロ（ブラジル連邦共和国）
- スタヴロポリ（ロシア連邦）
- トビリシ（ジョージア）
- ヴォルゴグラード（ロシア連邦）

## ギャラリー

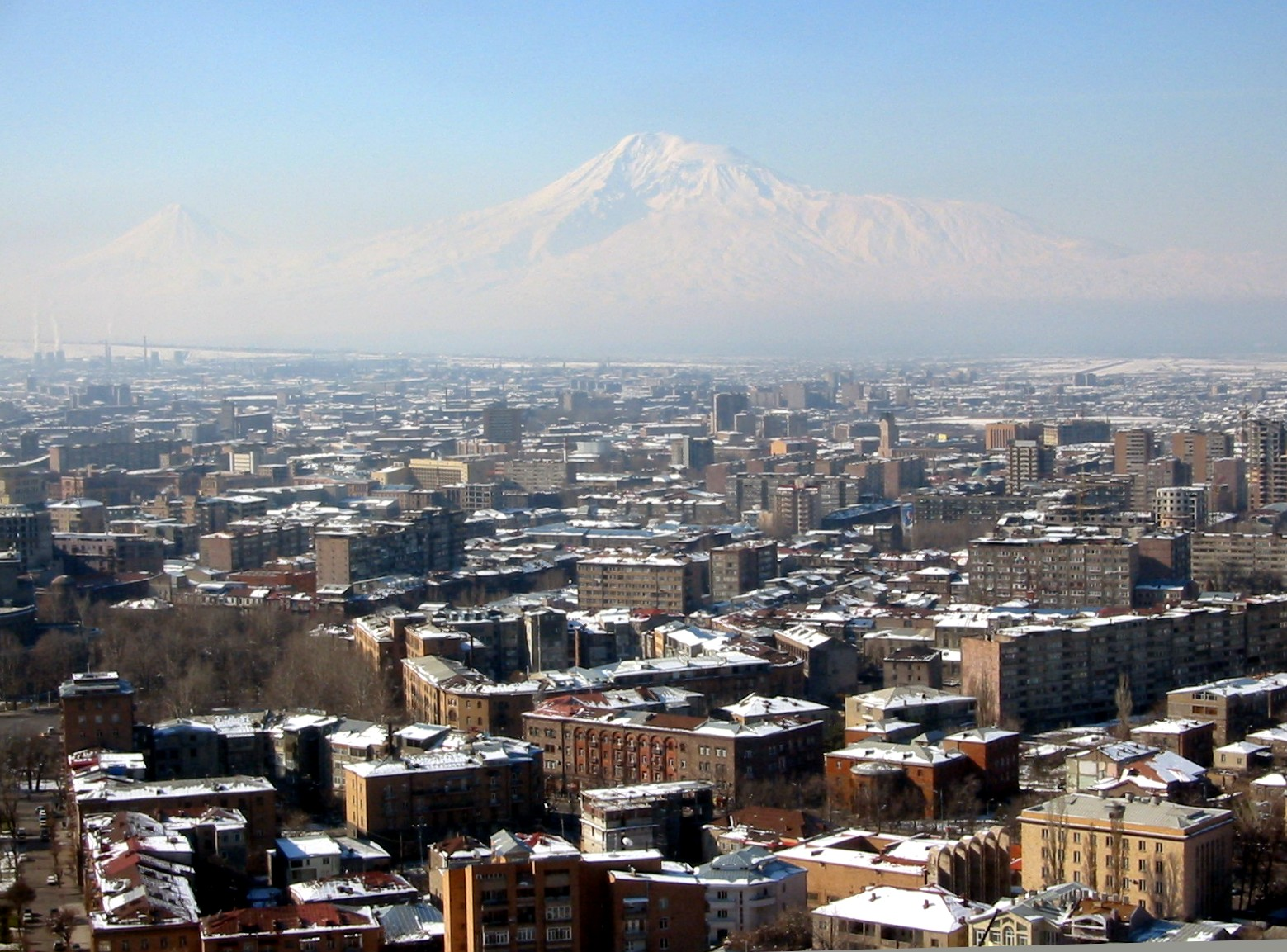
エレバンとアララト山
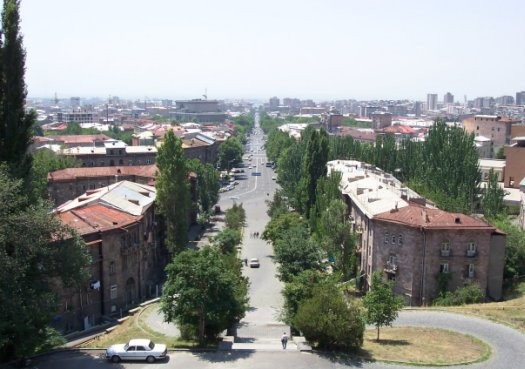
エレバン市街地
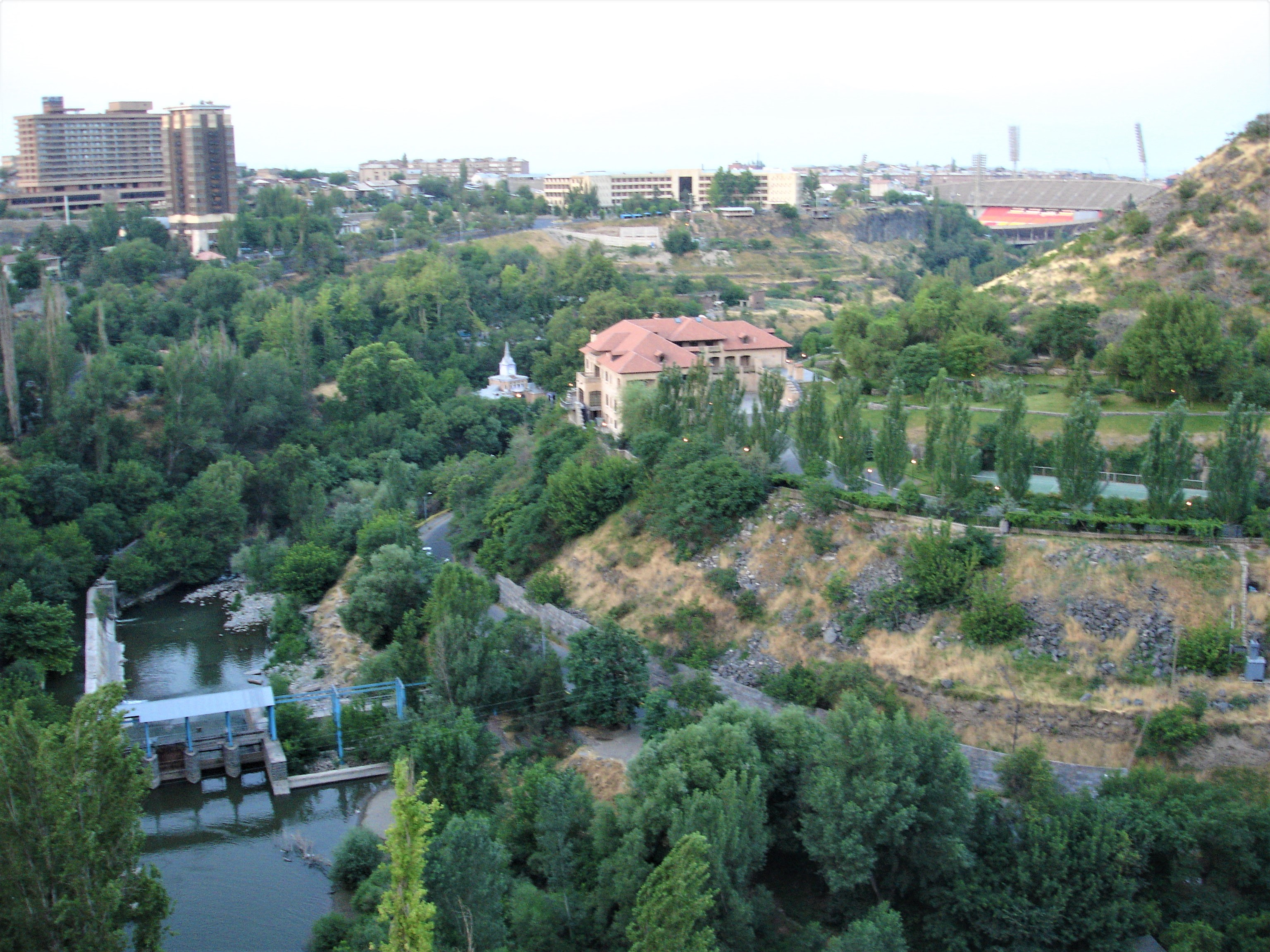
フラズダン川
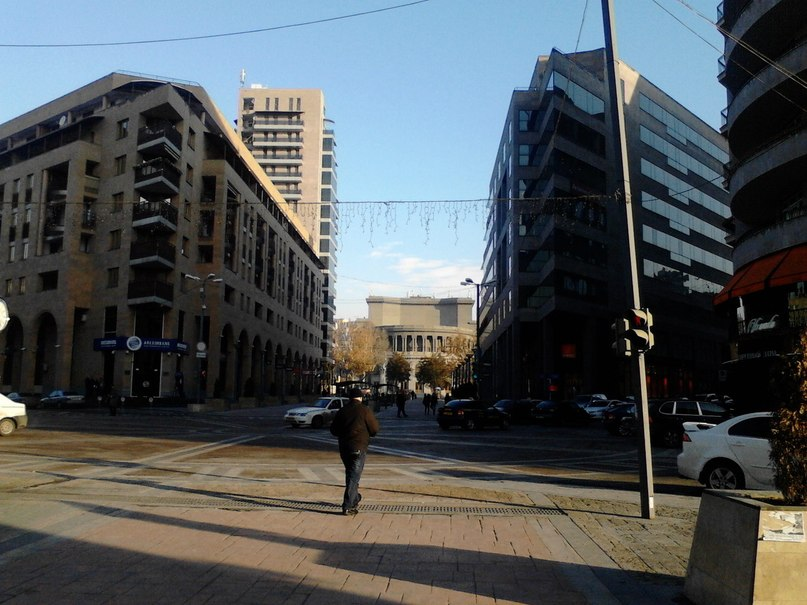
北アベニュー
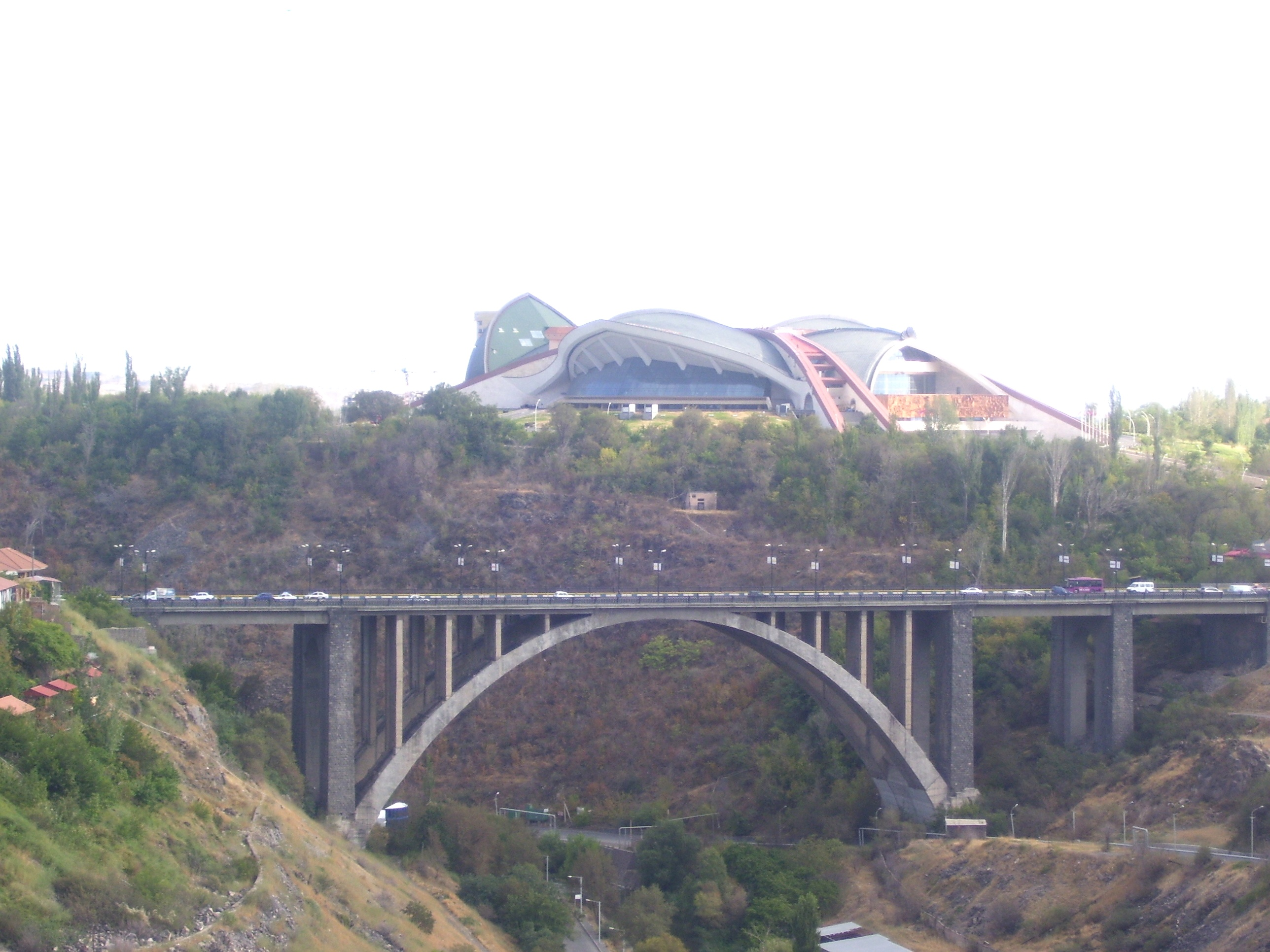
ラズダン川の橋
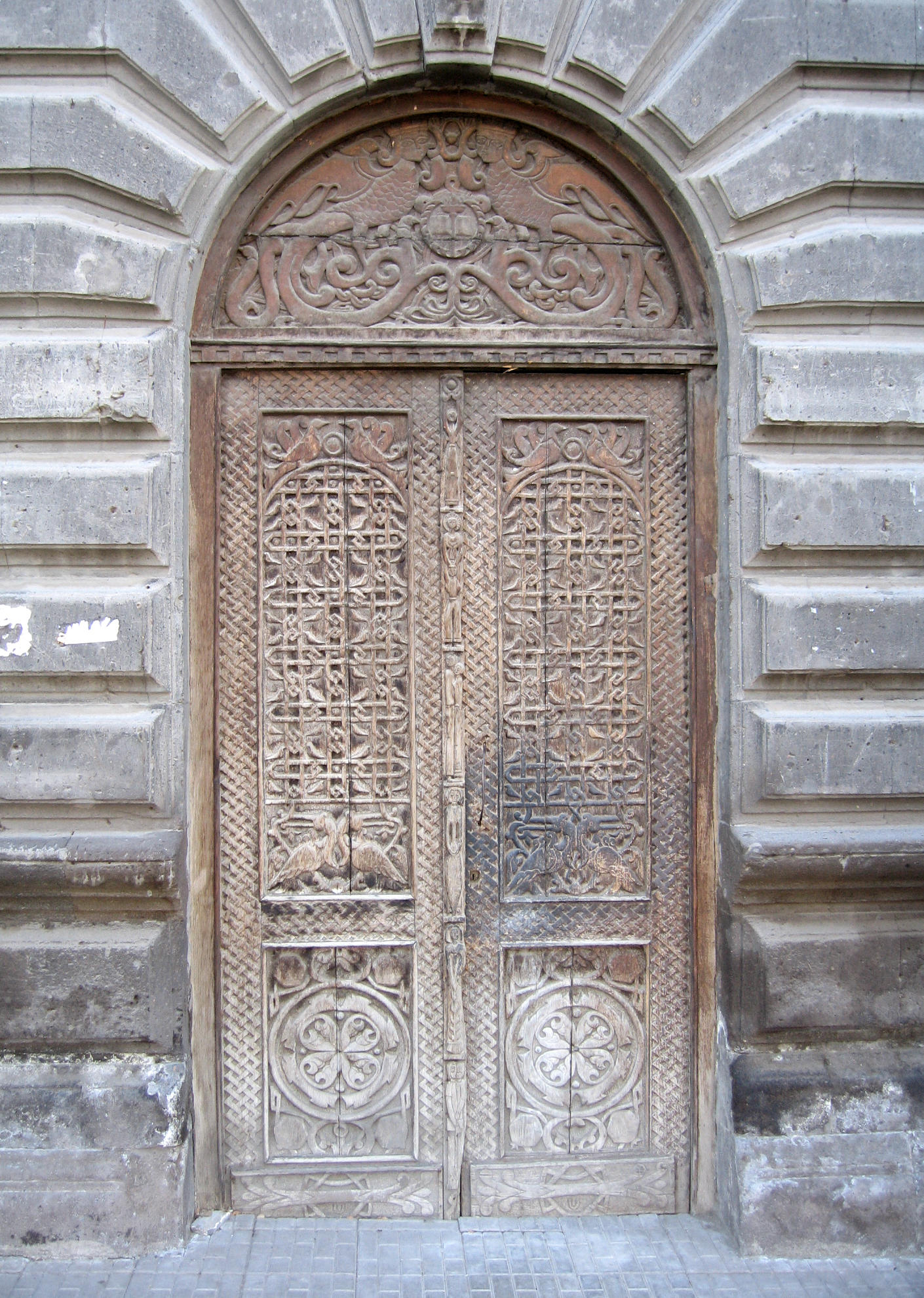
古い木製ドア
エレバンの区域